# André Schembri
André Schembri (Pietà, 1986. május 27. –) máltai válogatott labdarúgó, középpályás. Apja, Eric és nagyapja, Salvinu szintén máltai válogatott labdarúgók voltak.

## Pályafutása

### Hibernians
André Schembri Máltán kezdte el a profi karrierjét, a Hibernians játékosaként. Első szezonja a 2002/03-as volt a máltai klub színeiben. Hét meccsen lépett pályára, és gólt nem szerzett. A bajnokság végén, a negyedik helyen zárt a csapatával.
Második szezonjában, már huszonhatszor szerepelt az első csapat színeiben, és öt gólt ért el. A 2003/04-es bajnokságot a harmadik helyen zárták.
Következett a 2004/05-ös szezon, az ősszel még tizenegyszer szerepelt a csapata színeiben, és öt gólt szerzett. A téli átigazolási szezonban a szintén első osztályú Marsaxlokkhoz szerződött.
Összesen negyvennégy mérkőzésen lépett pályára a Hibernians színeiben és tíz gólt szerzett.

### Marsaxlokk

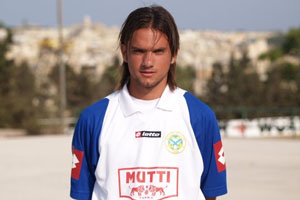
Schembri a Marsaxlokk mezében

A 2005. évi téli átigazolási időszakban érkezett a Marsaxlokkhoz. A tavaszi szezonban nyolcszor szerepelt az új csapatában, és két gólt rúgott. Az ötödik helyen fejezték be a szezont, míg a volt csapata, a Hibernians a harmadik helyen zárt.
Az első teljes szezonja a Marsaxlokk színeiben a 2005/06-os volt. Ebben a szezonban huszonnégy mérkőzésen játszott, és tizenegy gólt szerzett, valamint csapatával a negyedik helyen végzett. Schembri ebben a szezonban lépett pályára először a máltai válogatottban.
A 2006/07-es szezon nagyon jól alakult a játékos számára. A Marsaxlokk megszerezte története első bajnoki címét, így hogy az alapszakaszt és a rájátszást is megnyerte toronymagasan. Schembrinek tizenkilencszer szavazott az edzője bizalmat, és ő ezt tizenegy góllal hálálta meg. Ebben a szezonban megszerezte első, felnőtt válogatottban szerzett gólját is.

### Eintracht Braunschweig
Egy remek szezon után egy egész szezonra kölcsönbe eligazolt a német negyedosztályban, más néven a Regionalligában szereplő Eintracht Braunschweig csapatához.
A 2007/08-as bajnokságban huszonkilenc meccsen szerepelt, és kilenc gólt szerzett. Csapatával feljutott a német harmadosztályba, de ő visszatért a Marsaxlokkhoz.

### Carl Zeiss Jena
2008 nyarán, az átigazolási időszakban, újra kölcsönadták, ezúttal ismét Németországba, az akkor harmadosztályban szereplő Carl Zeiss Jenához. Az új csapata színeiben 2008. július 26-án szerepelt először a Jahn Regensburg elleni meccsen (2–2). Első gólját 2008. december 13-án szerezte, az SV Sandhausen ellen (2–0).
Összesen harminckét meccsen szerepelt a Jena színeiben, és négy gólt szerzett. A bajnokság végén a tizenhatodik helyen zártak a csapatával. A szezon után visszatért a Marsaxlokkhoz, ahonnan ezúttal végleg eligazolt.

### Austria Kärnten
2009. június 19-én két évre aláírt az osztrák első osztályban szereplő Austria Kärnten csapatához. A csapat színeiben az őszi szezonban, tizenhárom mérkőzésen játszott, és egy gólt szerzett. Első mérkőzését, 2009. július 17-én játszotta, a SC Wiener Neustadt ellen (1–3), az első fordulóban. A meccsen a nyolcvankilencedik percben cserélték le. A második fordulóban, megszerezte első gólját is, 2009. július 26-án a Kapfenberger SV ellen.
A téli átigazolási időszakban felbontották a szerződését az Austria Kärnten csapatánál. Összesen tizenhárom meccsen szerepelt Ausztriában, és egy gólt szerzett.

### Ferencvárosi TC
2010 telén írt alá a magyar első osztályban szereplő Ferencvárosi TC-hez. Első alkalommal 2010. március 12-én lépett pályára csereként zöld-fehér mezben a Nyíregyháza elleni gól nélküli döntetlen alkalmával. Az első góljára 2010. szeptember 1-ig kellett várni, ekkor a Győri ETO elleni hazai 3-0 győzelemből vette ki góllal a részét. Ezt követően jól ment a gólgyártás, a szezon végére második lett 15 találatával az NB1 góllövő listáján.

## Válogatott
Schembri 2006. június 4-én, egy Japán elleni barátságos meccsen mutatkozott be a válogatottban (0–1). Első gólját, ugyanebben az évben, október 11-én Magyarország elleni Eb-selejtezőn szerezte meg (2–1). Ezen a mérkőzésen duplázott. Málta tizenhárom év után győzött valamilyen selejtezősorozatban. Harmadik egyben utolsó válogatott gólját, 2007. szeptember 8-án Törökország ellen szerezte az Eb-selejtezőben (2–2).
2006 és 2018 között kilencvennégy válogatott meccsen szerepelt, és három gólt szerzett.

## Góljai a máltai válogatottban
| #        | Dátum               | Ellenfél     | Eredmény | Kiírás       | Esemény       |
| -------- | ------------------- | ------------ | -------- | ------------ | ------------- |
| 1. és 2. | 2006. október 11.   | Magyarország | 2 – 1    | Eb-selejtező | 13' 51' 73'   |
| 3.       | 2007. szeptember 8. | Törökország  | 2 – 2    | Eb-selejtező | 37' 74' 90+2' |

## Sikerei, díjai
Máltai bajnokság
- győztes: 2006/07
- bronzérmes: 2003/04, 2004/05

 Magyar bajnokság
- bronzérmes: 2010/11